# Хачиндорбатлы
Хачиндорбатлы (азерб. Xaçındərbətli) — село в Агдамском районе Азербайджана. В селе расположен памятник мемориального зодчества средневекового Азербайджана — Хачиндорбатлинский мавзолей-тюрбе возведённый в 1314 году.

## История
По данным на 1886 год, азербайджанское (по источнику «татарское») селение Дорбатлу-Хачинлу входило в Шихавендское сельское общество III участка Джеванширского уезда Елисаветопольской губернии.
В 1960—1970-х годах Хачиндорбатлы был одним из сёл Алимадатлинского сельского совета (сельсовета) Агдамского района Азербайджанской ССР.

### Карабахский конфликт
С начала 1990-х годов до 2020 года село контролировалось непризнанной Нагорно-Карабахской Республикой, по административно-территориальному делению которой находилось в Аскеранском районе и называлось Арменакаван (арм. Արմենակավան).
После окончания Второй Карабахской войны было подписано заявление о прекращении огня, по условиям которого 20 ноября 2020 года вся территория Агдамского района была возвращена Азербайджану.

## Население
По материалам посемейных списков на 1886 год, в Дорбатлу-Хачинлу Шихавендского сельского общества III участка Джеванширского уезда Елисаветопольской губернии насчитывалось 32 дыма и 232 жителя все азербайджанцы (в источнике «татары»)-шииты.
Согласно результатам Азербайджанской сельскохозяйственной переписи 1921 года, селения Хачин-Дорбатлу и Джинлу-Дорбатлу входили в состав Кабарда Бой Ахмедлинского сельского общества Джеванширского уезда Азербайджанской ССР. Население — 133 человека (43 хозяйства), преобладающая национальность — тюрки азербайджанские (азербайджанцы).
По результатам переписи населения непризнанной НКР 2005 года, контролировавшей село до ноября 2020 года:
- наличное население 67 человек (35 мужчин, 32 женщины)
- постоянное население 67 человек (35 мужчин, 32 женщины)